# Prins Gustav av Danmark
Prins Gustav av Danmark (Christian Frederik Vilhelm Valdemar Gustav), född 4 mars 1887, död 5 oktober 1944, var en dansk prins och den fjärde sonen till Fredrik VIII av Danmark och Louise av Sverige.
Till skillnad från sina bröder fick prins Gustav inte någon särskild militär utbildning men som ung gjorde han militärtjänst vid livgardet. Under första världskriget tjänstgjorde han som löjtnant och utnämndes senare till kapten à la suite. Han deltog i livgardets festligheter och jubileer och var aktiv i gardesföreningarna och blev hederpresident i de danska gardesföreningarna. I övrigt levde han ett tillbakadraget liv men följde med sina föräldrar på deras resor. Han var länge bosatt på Amalienborgs slott men efter uppförandet av Egelund slott under 1910-talet bosatte han sig där. Han fick ärva slottet efter änkedrottning Louises död 1926. Även hans syster Thyra bodde långa perioder på slottet med sin bror. Han avled där till följd av hjärtstillestånd. 

## Utmärkelser
- Riddare av Danska Elefantorden, 4 mars 1905.
- Riddare av Serafimerorden, 11 september 1906.[5]